# 동산원부인
동산원부인 박씨(東山院夫人 朴氏)는 신라의 왕족으로, 태조(太祖)의 제17비이다. 전라남도 승주(昇州) 사람으로, 본관은 승주(昇州). 삼중대광(三重大匡) 박영규(朴英規)의 딸이다. 정종(定宗)의 왕비인 문공왕후(文恭王后), 문성왕후(文成王后) 박씨(朴氏)와 자매간이다. 신라의 장수 견훤의 외손녀이다.
아버지는 삼중대광(三重大匡)을 지낸 전라도의 호족 출신 장군 박영규이고, 어머니는 신라의 장수 견훤의 딸 국대부인 견씨이다. 견훤이 왕건에게 투항할 때 그녀의 아버지 박영규(朴英規), 어머니 국대부인도 왕건에게 의탁하였고, 그녀는 왕건의 후궁이 되었다.

## 생애
성은 박씨(朴氏) 이름 여주(驪州) 본관은 승주(昇州) 삼중대광(三重大匡) 박영규(朴英規)의 딸이다. 박영규(朴英規)는 견훤의 사위로서 그의 장군이 되었다가 견훤이 고려로 망명하자 뒤에 그뒤를 따라 고려로 귀부한 승주의 호족이다. 동산원부인과 태조의 혼인은 고려 건국 직후 호족을 통제하기 위한 수단의 하나로 실행된 태조의 혼인정책과 관련이 있는 것으로 추정된다.

## 가계
- 외조부 : 견훤(甄萱, 867~936, 후백제왕, 재위: 900~935)
- 외조모 : 왕비 박씨(王妃 朴氏)
  - 시부 : 추존 세조 위무대왕(世祖 威武大王, ? ~897)
  - 시모 : 추존 위숙왕후 한씨(威肅王后 韓氏)
  - 부 : 박영규(朴英規)
  - 모 : 국대부인 전주 견씨(國大夫人 全州 甄氏)
    - 남자형제 : 박씨
    - 남자형제 : 박씨
    - 남편 : 태조(太祖, 877~943 재위: 918~943)
    - 동산원부인
    - 매 : 문공왕후 박씨(文恭王后 朴氏) - 정종 제1비
    - 매 : 문성왕후 박씨(文成王后 朴氏) - 정종 제2비

## 같이 보기
- 견훤
- 박영규
- 신검
- 고려 태조

## 참고
- 동산원부인